# Enemigo

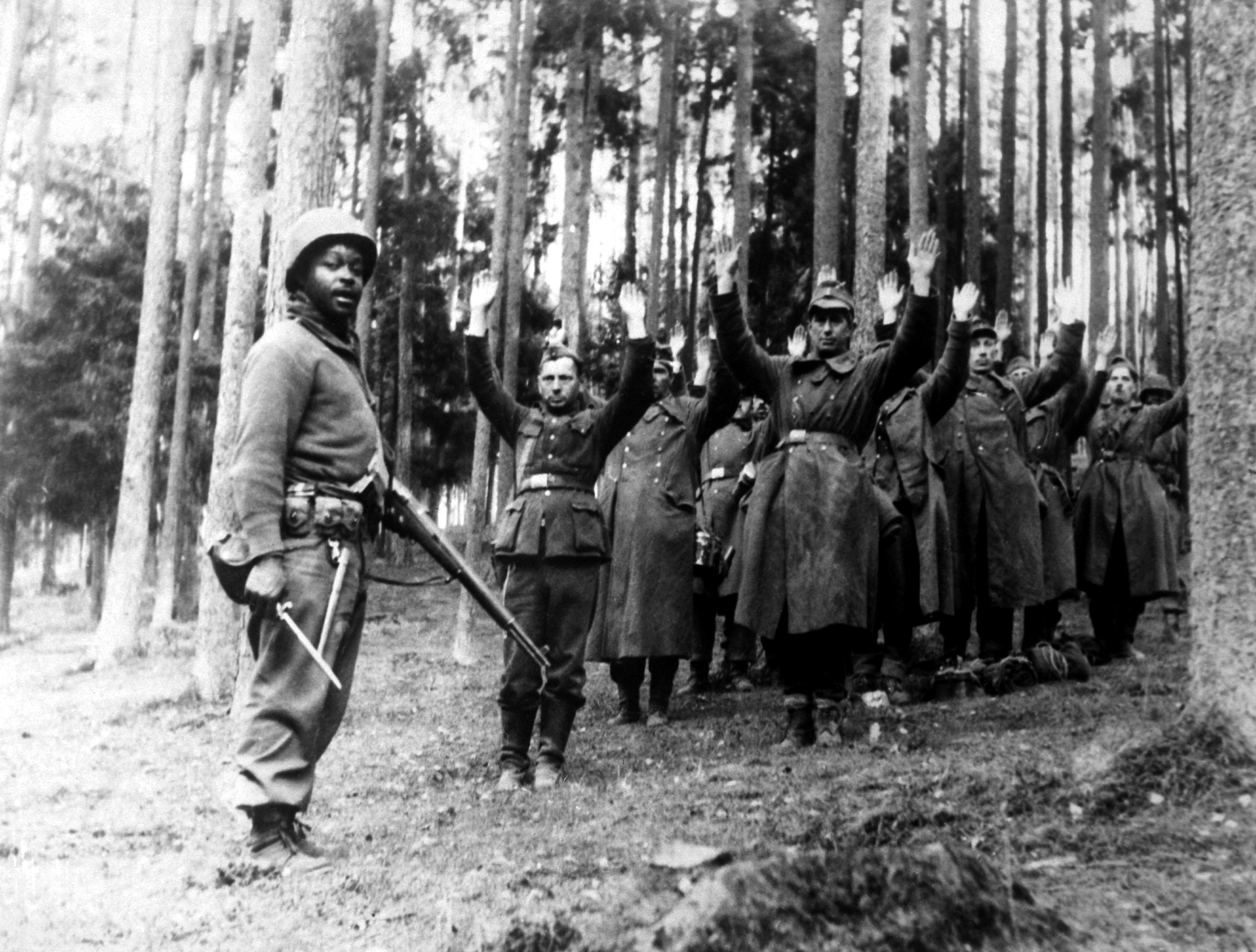
Un soldado estadounidense vigila a un grupo de prisioneros enemigos durante la Segunda Guerra Mundial.

Se considera enemigo a una persona o grupo de personas que no se quieren o por motivos políticos radicales tales como el invadir a otro país por la captura de sus recursos naturales. A diferencia del adversario, el enemigo es la expresión radical de la diferencia entre personas, el antagonismo exacerbado o el desacuerdo extremo, innegociable e intolerante entre entes sociales, políticos, religiosos, etc. 

## Enemigo como concepto bélico
En el caso de una declaración de guerra se considera como enemigo a las fuerzas armadas de otro país y, dependiendo de las reglas de enfrentamiento, a sus civiles como hostiles.  
Cuando se captura a un enemigo del bando contrario se le podría considerar prisionero de guerra, el cual deberá ser tratado conforme a los Convenios de Ginebra si los bandos están suscritos.
En la Segunda Guerra Mundial, el Imperio del Japón no se adhirió a las Convenios de Ginebra y realizó innumerables actos de barbarie en contra de sus prisioneros de guerra, en especial a aquellos náufragos de embarcaciones hundidas por el arma de submarinos como es el caso del I-26 y el I-8. Los civiles enemigos no corrieron mejor suerte como es el caso de la batalla de la isla Wake en que se ejecutaron a 98 personas entre civiles y militares en 1943.
Tampoco escaparon a estas prácticas la Alemania nazi, Estados Unidos y Reino Unido. En el caso de la Alemania nazi, esta recurrió a los prisioneros rusos para masacrarlos directamente en las bolsas, en experimentos con armas biológicas, experimentos en condiciones extremas o gaseamientos en campos de concentración.
Paradójicamente, también se dan casos de cooperación simbiótica entre personas de países enemigos, como es el caso en la Segunda Guerra Mundial de prisioneros rusos cooperando con los alemanes, los llamados Hiwi.
En las guerras civiles, los enemigos del bando perdedor o antagonista no están amparados ni por la ley ni convenciones, por lo que los tratos entre connacionales suelen ser más cruentos.